# دریاچه نمک یوتا
دریاچه نمک یوتا(در میان آمریکاییان به دریاچه نمک بزرگ(به انگلیسی: Great Salt Lake) مشهور است)، که در شمال ایالت یوتا واقع است بزرگترین دریاچه نمک در نیمکره غربی است، و سی و هفتمین دریاچه بزرگ جهان به شمار می‌رود یک سال معمولی این دریاچه مساحتی بالغ بر ۱٬۷۰۰ مایل مربع (۴٬۴۰۰ کیلومتر مربع) را پوشش می‌دهد.
این دریاچه نمک در حال خشک شدن است. دریاچه نمک یوتا از سال ۱۸۴۷ به این‌سو در حدود نیمی از مساحت پهنه آبی خود را از دست داده است. در سال ۲۰۱۶ میلادی آب این دریاچه به کمترین حد خود در تاریخ رسید.